# Moschea di Mesih Mehmed Pascià
La moschea di Mesih Mehmed Paşa (nota anche come  moschea di Mesih Mehmed Pasha o moschea di Mesih Mehmed Pasha) una moschea ottomana situata a Istanbul, nel distretto Fatih, in Turchia.
La sua costruzione viene comunemente attribuita al architetto ottomano Sinan.

## Storia
Fu fondata nel 1585 dall' eunuco Mesih Mehmet Paşa,  famoso per la sua crudeltà come governatore dell'Egitto, quando ricopriva la carica di terzo visir.

## Architettura
La moschea è costruita su un sito in pendenza che è più alto sul lato orientale. Per creare una superficie piana, il lato occidentale dell'edificio poggia su una sottostruttura a volta che ospita una serie di negozi.  A nord della moschea c'è un piazzale rettangolare circondato su tre lati da un porticato con pilastri che sostengono piccole cupole. L'ingresso dalla strada sottostante avviene attraverso un corpo di guardia a cupola sul lato. Sotto la sezione settentrionale del porticato ci sono una serie di rubinetti per le abluzioni rituali. Invece della solita fontana, al centro del piazzale c'è la tomba di Mesih Pasha. La facciata nord della moschea ha un doppio portico con cinque archi. Le colonne del portico interno sostengono cinque piccole cupole.